# 吻兩下打兩槍
《吻兩下打兩槍》（英語：Kiss Kiss Bang Bang）是一部2005年美国出品的犯罪喜劇電影，該片融合了多種犯罪經典作品的必備橋段。本片有部份是改編自美國推理小說家Brett Halliday小說《Bodies Are Where You Find Them》，電影《致命武器》系列的編劇沙恩·布萊克編劇，並執導演筒的首部作品，由小勞勃·道尼、方·基墨、蜜雪兒·摩納漢、柯賓·柏森、安琪拉·琳德沃等人主演，敘述一個來自紐約的小偷，意外進到演藝圈，並與他剛認識的偵探派瑞捲入一宗殺人事件。
英文原名取自美國影評人Pauline Kael於1968年的同名著作，而該書名則是來自詹姆斯·龐德電影的義大利版海報翻譯，「Kiss Kiss Bang Bang」此短句也被她指為：「可能是（對龐德電影）最言簡意賅的形容。」
此片在2004年2月24日至5月3日於洛杉磯拍攝。同年的5月14日在坎城影展首映後，才在2005年10月底至11月初間，於美國本土做小規模的上映。這是該片演員之一柯賓·柏森所開的製片公司Public Media Works，製作的第一部電影。

## 劇情

同志派瑞（左）與哈利（右）

這部電影是由三流小賊哈利·洛哈特當旁白，他突破電影與觀眾之間的框架，貫串全場有意識的對觀眾說話。
哈利在偷東西失敗，被警察追捕時，意外闖進一個徵選演員的會場。藉著假扮演員，他被送到好萊塢為新戲試鏡。在那邊，他遇到了協助他準備角色的同性戀偵探「同志」派瑞；哈利被引薦至好萊塢派對，並與他的童年時期以來的夢中情人哈夢妮·蘭恩重逢。但是她除了未和哈利發生關係外，卻是個人盡可夫的女子。
交會的三人後來發現他們均與一件謀殺案有所牽連，而這件謀殺案的細節，卻跟哈利與哈夢妮小時候閱讀的偵探小說極其相似......。

## 反響

### 評價
本片好評如潮，但礙於小規模上映，於是成為許多大型獎項的遺珠。因此被2005年12月20日舉辦的2005年度鳳凰城影評人協會獎，選為「年度最佳遺珠影片」。
許多影評人對本片犀利、高明的笑點讚賞有加，同時也稱許布萊克的導演手法、道尼與基墨的演技。爛番茄根據171位影評人的評論，獲得了85%的高分，平均分為7.5/10，Metacritic網站上，統計37位影評人的評論，得分72（滿分100）。美國波特蘭《奧勒岡人報》（The Oregonian）的麥克·羅素評論道：「這是道尼最有趣、也是基墨最搞笑的表演。這是一部包裹著犀利台詞、槍戰的愛情喜劇、布萊克成功回歸影壇的作品，也是本年度的最佳影片。」IGN（页面存档备份，存于）的影評傑夫·奧圖寫道：「像把好幾種類型一起放進果汁機攪拌，留下聞起來還很新鮮的流行文化殘渣......是今年的電影中，我看得最高興的一部。」

### 票房
儘管本片叫好，在美國或國際票房卻不叫座。在2005年10月21日做小規模的放映。從上映到11月中旬以來，因為良好的影評而使放映的戲院數在每個週末增加，也讓本片上映到隔年一月初，在美國的總票房為4百24萬3756元美金。
本片在美國以外票房較佳，佔了本片票房總額的七成，累計為1千1百54萬1392元美金。

## 原聲帶
由知名配樂家約翰·奧特曼打造，片尾曲由男主角小勞勃·道尼演唱。

### 曲目
1. The Fair (1:38)
2. Main Titles (1:53)
3. Innocent Times (2:02)
4. Toy Heist (1:55)
5. Lovely Confessions (2:30)
6. Surveillance Lesson (3:22)
7. Harry Smartens Up (1:48)
8. Dead Girl In Shower (3:49)
9. Harmony Is Dead? (1:25)
10. Saving Perry (4:40)
11. Flashback/Dropping Off Body (2:38)
12. They Took My Crickets (1:48)
13. Oh, Nuts! (2:56)
14. Whoa, Who's This? (1:38)
15. Harmony Lives (2:16)
16. Doggie Treat/First Kill (2:09)
17. Going Home (1:47)
18. Harmony Sees A Clue (1:24)
19. Harry's Rage (3:23)
20. Painful Pieces (1:27)
21. That's The Story (2:46)
22. Broken (5:10) （演唱者：小勞勃·道尼）